# 蒙泰博诺
蒙泰博诺（義大利語：Montebuono），是意大利列蒂省的一个市镇。总面积19.62平方公里，人口950人，人口密度48.4人/平方公里（2009年）。ISTAT代码为057040。